# Elaver excepta
Elaver excepta là một loài nhện trong họ Clubionidae.
Loài này thuộc chi Elaver. Elaver excepta được Ludwig Carl Christian Koch miêu tả năm 1866.